# Milić Stanković
Milić Stanković (pseudonym Milić od Mačve, 30. října 1934 Belotić – 8. prosince 2000 Bělehrad, SR Jugoslávie) byl srbský malíř a architekt. Vystudoval Uměleckoprůmyslovou fakultu v Bělehradské vysoké školy umění. Působil v řadě evropských zemí. Jeho dílo je spojeno se zemí a regionem Mačvy, odkazuje na Bosche a Brueghela (například v díle Lidé z Mačvy převážejí kukuřici do Republiky Užice, 1966, olej na plátně). Postupem času si vytvořil svůj vlastní styl a užíval různé epické podpisy. 

## Galerie

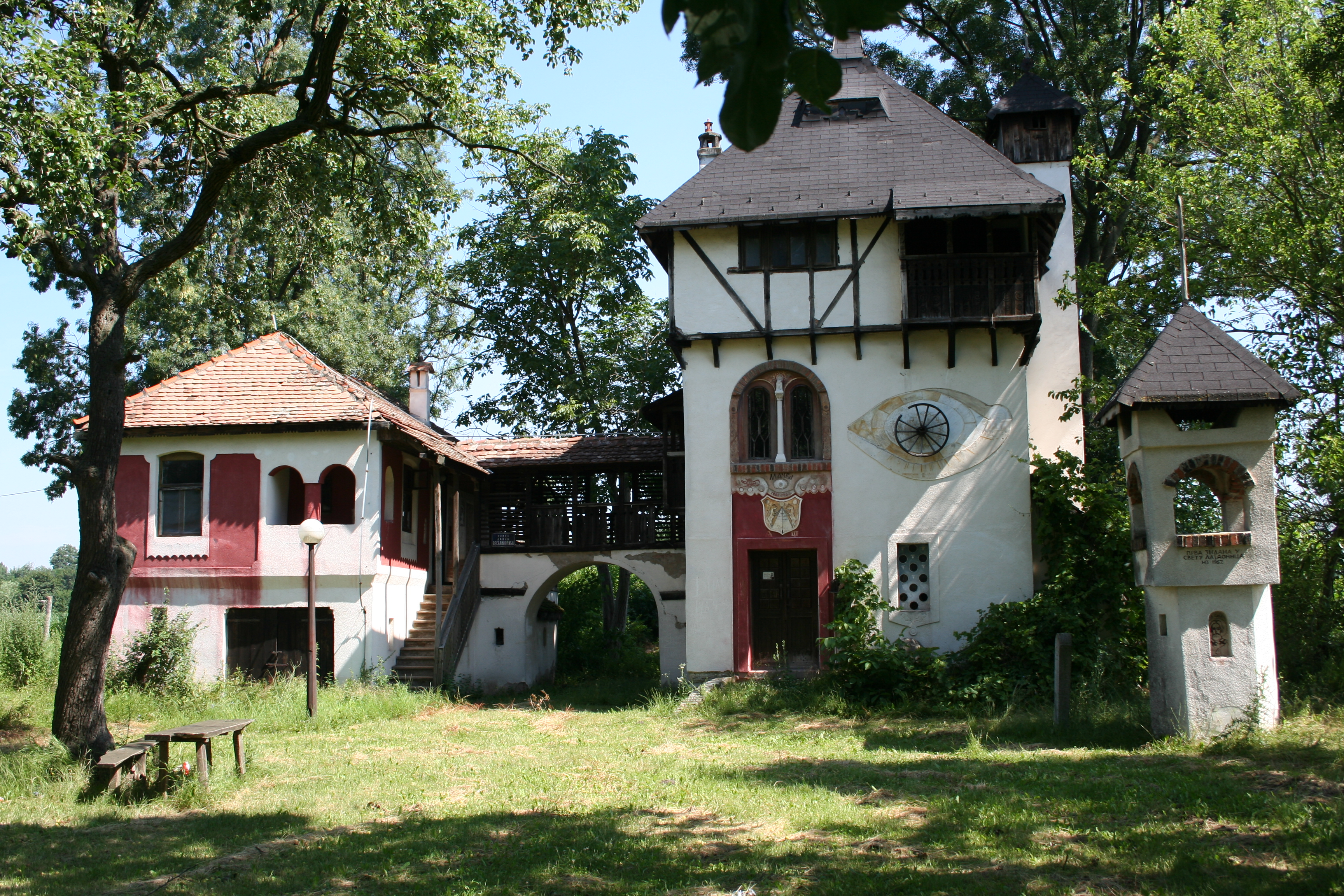
Radovanova věž (1968), autorův ateliér v Belotići, který sám navrhl
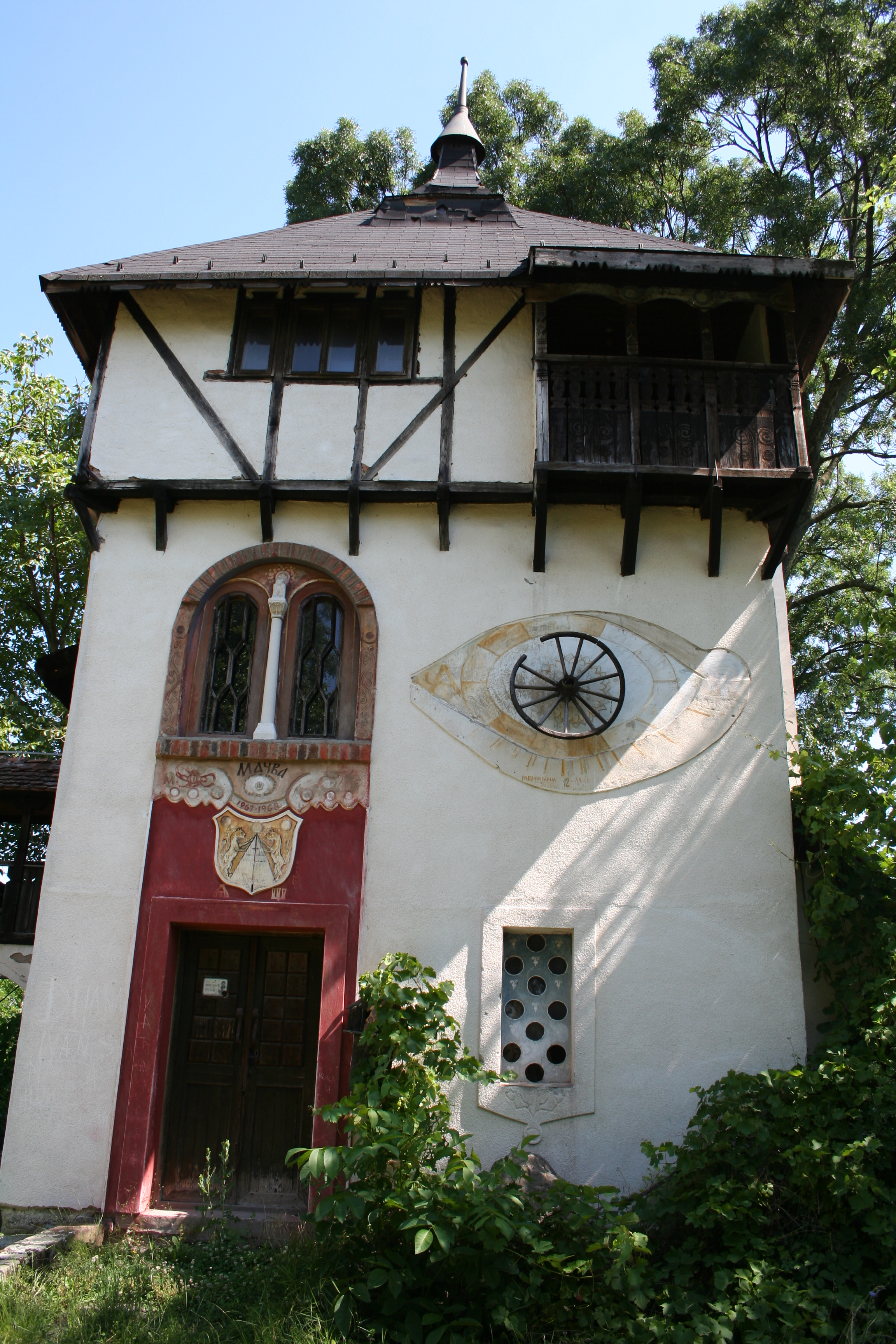
Radovanova věž, detail
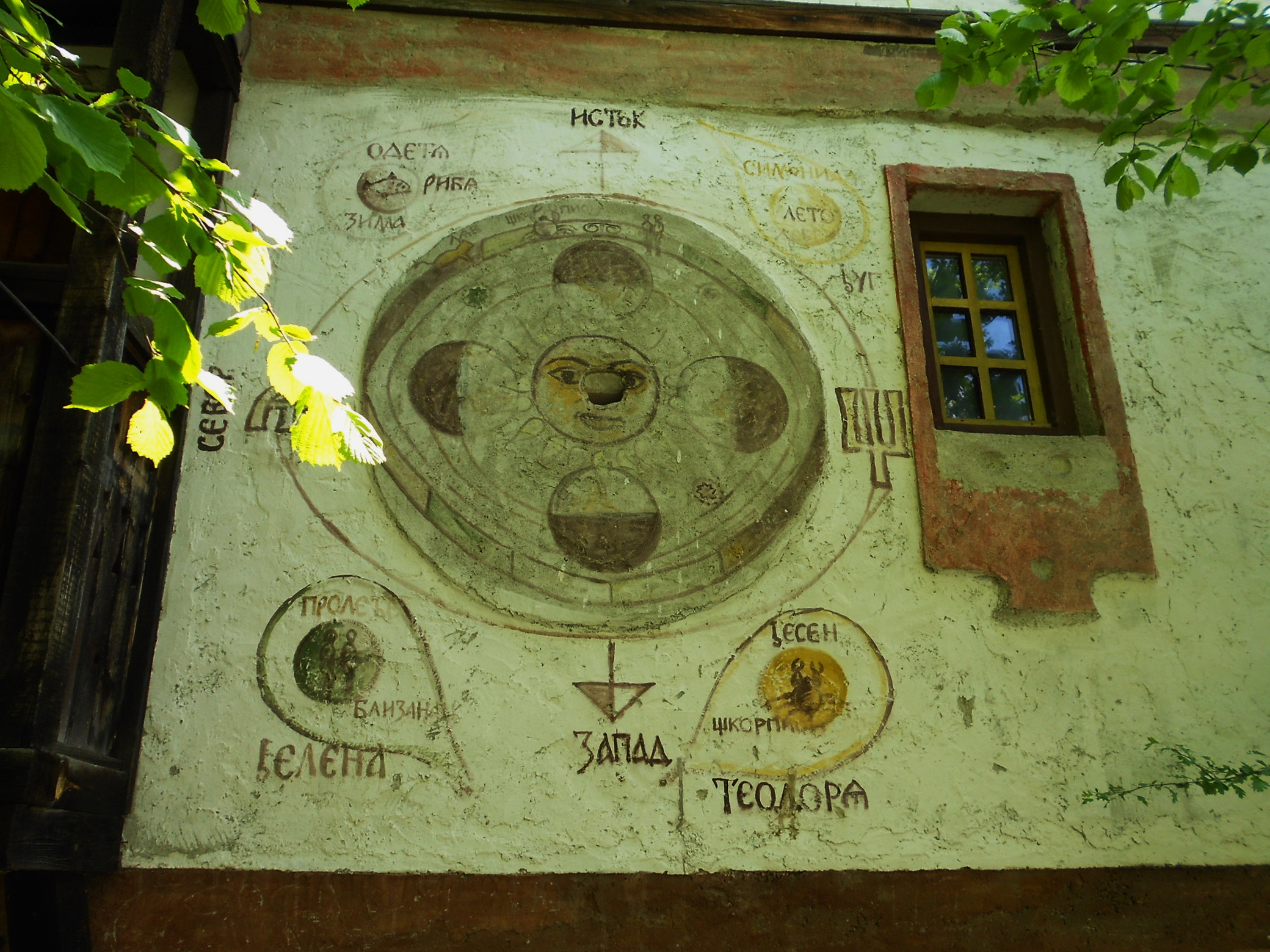
Kabina v oblacích (1972), druhý ateliér Stankoviće ve Zlatiboru